# Athletic Football Club Eskilstuna
O Football Club Eskilstuna, ou simplesmente AFC Eskilstuna, é um clube de futebol da Suécia fundado em  2005. Sua sede fica localizada em Eskilstuna.

## História
O clube nasceu como FC Café Opera, em 1991.